# Alchemilla trollii
Alchemilla trollii är en rosväxtart som beskrevs av Werner Hugo Paul Rothmaler. Alchemilla trollii ingår i släktet daggkåpor, och familjen rosväxter. Inga underarter finns listade i Catalogue of Life.